# Alexa Chung
Alexa Chung (Privett, Hampshire; 5 de noviembre de 1983) es una escritora, presentadora de televisión, modelo y diseñadora de moda británica. Es autora de los libros It (2013) e It: Über Style (2014), además de haber lanzado su marca de ropa epónima en mayo de 2017.

## Primeros años
Alexa Chung se crio en Privett, Hampshire, Inglaterra junto a su madre inglesa, ama de casa, y su padre sinoinglés, diseñador gráfico. Es la más joven de cuatro hijos. Tiene dos hermanos y una hermana. Asistió al colegio Perins Community College. Más tarde, en sexto grado, al Peter Symonds College de Winchester (2000-2002). Fue aceptada por el King's College de Londres para especializarse en inglés y por el Chelsea College of Art and Design para hacer un curso de arte, antes de que la reclutara una agencia de modelos.

## Modelaje

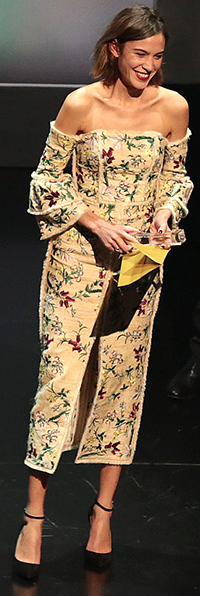
Chung en 2015.

A los 14 años, Alexa asistió a The Clothes Show, en donde un cazatalentos de Elite Model Management se acercó a ella por primera vez para ofrecerle modelar para la agencia. Ella nunca firmó con Elite, pero la agencia Storm Model Management la notó esta vez en el Festival de Reading, dos años después, y ella firmó finalmente un contrato con ellos.
Modeló para revistas como Elle Girl y CosmoGIRL! y apareció en anuncios de productos como Fanta, Sony Ericsson, Sunsilk y Tampax. También modeló para Urban Outfitters. Participó, además, en videos musicales para artistas como The Streets, Westlife, Delta Goodrem, Reuben y Holly Valance y formó parte del elenco de un reality show con guion llamado Shoot Me del canal Fashion TV en 2005.
Después de cuatro años, Chung encontró que el modelaje la había desilusionado y lo dejó de lado con la intención de iniciar una fundación de arte o un curso de periodismo. El modelaje había logrado que tuviese una "imagen corporal distorsionada" de sí misma y una "baja autoestima".
Después de convertirse en una famosa personalidad de la televisión, Chung ha vuelto ocasionalmente a las pasarelas. En 2008, fue la cara de etiqueta de moda de Australia Antipodium y de Oxfam. En septiembre de 2008, desfiló para Vivienne Westwood Red Label 2009 en la semana de la moda de Londres. A principios de 2009, se convirtió en la cara de New Look. También en 2009, Chung se unió a la agencia de modelos Select y en abril de 2009 modeló para la colección de 2009 de Wren's Holiday junto a su amiga Tennessee Thomas. En julio de 2009, Chung se cambió a NEXT Model Management y se volvió el rostro de los jeans de DKNY. Chung fue el rostro de la marca surcoreana MOGG de la campaña de primavera/verano. En enero de 2010, se volvió la modelo principal de la campaña londinense de primavera/verano de 2010 de Pepe Jeans y repitió su rol para la campaña de otoño/invierno de ese año. Se anunció como la primera celebridad en ser rostro de Lacoste en junio de 2010, apareciendo tanto en publicidad de televisión e impresa para su fragancia "Joy of Pink". En enero de 2011, se anunció que sería parte de la marca de zapatos italiana Superga, en una campaña para su 100º aniversario. En febrero de 2012, formó parte de la London Fashion Week para la diseñadora Stella McCartney, donde actuó como una asistente invitada del mago Hans Klok en un número de ilusiones incluyendo ser levitada y cortar una mujer en dos.
Chung trabajó como una editora invitada para Tommy Hilfiger en su colección de otoño y modeló prendas. Fue rostro de Longchamp en 2013 y en 2015, apareció para su 
cuarta campaña con la marca.

### Alexachung
Lanzó su propia marca de ropa llamada Alexachung en mayo de 2017.

## Carrera en televisión
En abril de 2006, trabajando de modelo, se le ofreció el trabajo de coconducir  Popworld de Channel 4, un show de televisión conocido por su estilo irreverente e incómodo de realizar entrevistas. Chung y Alex Zane también presentaron el show de radio Popworld Radio. Luego fue presentadora invitada de Big Brother's Big Mouth y apareció como panelista del programa 8 out of 10 Cats. Condujo varios T4 Movie Specials, 4Music Specials, T4 Holiday Mornings, además de la cobertura del canal T4 de varios festivales musicales.
En enero de 2008, se volvió una de las cuatro presentadoras anclas del canal T4, condujo Vanity Lair, un programa de televisión que investigaba el concepto de "belleza". A su vez condujo el programa matutino Freshly Squeezed comenzando en septiembre de 2007. Presentó el programa del canal ITV1: Get A Grip (2007) y el de BBC Three, The Wall  (2008). A mediados de 2008, comenzó a volver a los programas de moda, fue reportera de Gok's Fashion Fix. En el programa modeló las últimas tendencias de moda con miembros del público y entrevistó a los diseñadores Roberto Cavalli, Karl Lagerfeld, Jean Paul Gaultier, Margherita Missoni y Christian Lacroix. Lo describió como "su trabajo soñado". Condujo Frock Me, un programa de moda y música junto al diseñador Henry Holland. Condujo los Diesel U Music Awards y los Elle Style Awards. En 2009, recibió el premio Elle Style a "Mejor presentadora de televisión" y en la misma categoría de los premios de la revista Glamour.
Chung dejó el Channel 4 y su país Reino Unido en abril de 2009 para buscar una carrera en los Estados Unidos. Presentó It's On with Alexa Chung para MTV. El programa contenía charla con celebridades, música en vivo e interacción con los televidentes. Fue cancelado en diciembre de 2009. Volvió a las pantallas de TV británicas en abril de 2010 con una segunda serie de Frock Me. En octubre de ese año, condujo Gonzo With Alexa Chung, un programa de entrevistas previamente conducido por Zane Lowe de MTV Rocks. En enero de 2011, fue conductora de los "2011 Golden Globes Arrivals Special" con Carson Daly y Natalie Morales. Presentó el iTunes Festival en julio de 2011. Desde ese año ha trabajado en 24 Hour Catwalk, como juez y conductora. En 2012 se convirtió en la primera conductora del programa de TV nocturno, Fuse News. En diciembre de 2013, se anunció que renunció para ocuparse de otros trabajos.
Desde septiembre de 2015 es conductora de un documental para Vogue UK.

## Columnista
Chung escribió una columna mensual para la revista femenina británica Company a partir de octubre de 2007 a junio de 2008. 
Escribió una columna semanal para el diario The Independent, 'Girl About Town' (Chica de ciudad), que se publicaba desde noviembre de 2008 hasta junio de 2009, todos los miércoles y luego otra llamada "New York Doll". En junio de 2009, fue editora de la Vogue británica. Entrevistó a Karl Lagerfeld y Christopher Kane para la publicación, y escribió una historia de portada sobre Kate Upton. Su primer libro, It, fue lanzado el 5 de septiembre de 2013.

## Vida personal
Chung vivió con el fotógrafo de modas David Titlow, veinte años mayor que ella, desde el año 2003 hasta 2006. Luego estuvo en una relación con el vocalista de Arctic Monkeys, Alex Turner, desde julio de 2007 hasta julio de 2011; viviendo juntos en Londres y luego en New York donde ella compró un apartamento en East Village. En 2013 durante una entrevista ella dijo que Turner siempre será su "mejor amigo". Luego fueron vistos juntos en varias ocasiones en el 2014.
Desde mayo de 2015 hasta julio de 2017 fue pareja del actor sueco Alexander Skarsgård, con quien también mantiene una relación de amistad tras separarse. Desde comienzos del año 2019 está en una relación con el heredero de una marca de chocolate, Orson Fry.
En julio de 2022 se viralizaron unas fotos de Alexa Chung y Tom Sturridge besándose en un partido del torneo de Wimbledon, mientras delante de ellos se encontraba Sienna Miller (expareja de Tom y madre de su hija Marlowe) junto a su actual pareja Oli Green. Después de ese momento, los cuatro compartieron una foto grupal. Sienna ha asegurado que ella y Tom mantienen una buena relación por el bien de su hija y que él es su mejor amigo. También añadió que siente feliz por ambos.

## Filmografía
- Next In Fashion (Netflix) (2020-)
- Fuse News (2012-)
- Gossip Girl (2012) (Invitada)
- Fashion Police (2012) (Invitada)
- 24 Hour Catwalk (2011)
- Gonzo (2010)
- The Alexa Chung Show (2009)
- Freshly Squeezed (2007–2009)
- T4 Weekends (2008–2009)
- T4 Holiday Mornings (2007 - 2009)
- T4 Movie Specials (2006 - 2009)
- 4Music Specials (2006 - 2009)
- T4 on the Beach coverage (2006 - 2008)
- Gok's Fashion Fix (2008)
- Frock Me (2008)
- The Wall (2008)
- Vanity Lair (2008)
- T4 NME Awards coverage (2008)
- V Festival coverage (2007 - 2008)
- The Devil Wears Primark (2008)
- Big Brother's Big Mouth (2007)
- Fashion Rocks is Coming (2007)
- T in the Park coverage (2007)
- Get a Grip (2007)
- Popworld (2006–2007)
- Rip Curl Festival coverage (2006)
- Shoot Me (2005)